# BEAT COASTER
BEAT COASTER（ビート・コースター）は2004年10月から2020年6月30日まで毎週月曜から木曜の間、FM PORTのシティサイドスタジオから生放送されていたラジオ番組。

## 概要
2004年9月まで放送されていた情報番組「イブニング・クルーズ」に替わり開始。時期を同じくして金曜日にも当番組の金曜版・「BEAT COASTER〜FRIDAY EDITION〜」（DJ:高橋佳奈子）が開始した。オールリクエスト番組で、選曲はほぼリスナーからのリクエストによるもの。この他に番組1押しの楽曲「パワー・グルーブ」や、懐かしい曲を届ける「バック・イン・ザ・デイ」などがある。
それまで平日夕方の時間帯には、ニュース番組「スタンピン・グラウンド」や先述した「イブニング・クルーズ」など、サラリーマンや主婦向けの情報番組を放送していたが、この番組から一転して音楽番組へと刷新された。
2020年6月30日のFM PORT閉局に伴い同日に終了。同局最後のレギュラー番組であった。

## パーソナリティ
- 島村仁

## 番組構成・タイムテーブル
2016年4月現在のタイムテーブルであり、時間に関しては日によって変動する場合がある。
- 16:12 - New Surprise

国内外の音楽に関するニュースを届ける。最後の話題に入る前にそのアーティストの楽曲をオンエアする。かつて放送されていた金曜版にもこのコーナーがあったが、放送時間の短縮とともに終了した。
- 16:20 - フリートーク または メッセージ紹介・リクエスト
- 16:54 - FM PORT Weather
- 16:56 - FM PORT Traffic
- 17:00 - Catch The Meaning（第1問目出題）

音楽に関するクイズを17時台と18時台に出題。正解者に番組グッズを進呈している。また、これとは別に珍回答（スタッフのつぼに来た作品）にも高木ステッカーを進呈する。
- 17:04 - メッセージ紹介・リクエスト
- 17:15 - FM PORT News & Sports

番組当初は19時台にもFM PORT Newsが放送されていた。また、Sportsは18時台に伝えられていたが、17時台のNewsと統合された。
- 17:22 - Catch The Meaning（第1問目のおさらい）
- 17:32 - FM PORT Traffic
- 17:35 - フリートーク または メッセージ紹介・リクエスト
- 17:56 - FM PORT Weather
- 18:00 - Catch The Meaning（第1問目解答）
- 18:18 - FM PORT Traffic
- 18:30 - NIIGATA TOYOTA Route 79（火曜）ファインダーの向こう側（水曜）、Arkbell Wedding presents SOMETHING FOUR YOU（木曜）
- 18:40 - FM PORT Traffic
- 18:45 - Catch The Meaning（第2問目出題）
- 18:56 - FM PORT Weather
- 19:00 - Catch The Meaning（第2問目のおさらい）
- 19:02 - ネタコーナー（仮）「島村仁の世界一短い授業」（水曜）
- 19:25 - Catch The Meaning（第2問目解答）
- 19:54 - エンディング

ニュース、天気予報はインフォメーションアナウンサーが、交通情報は日本道路交通情報センターによる。

## コーナー
水曜
- ファインダーの向こう側（18:30～18:35）

写真家・渡部佳則氏が自らが撮影した写真について「とりとめのない」話をする。コーナー自体は開局から続いており、「ウィークエンド・マガジン」→「にいがた探検隊」→ 「ポレポレ」→「イブニング・クルーズ」の中で放送されていた。2020年7月にこのコーナーをまとめた書籍が発売された。

### 過去のコーナー
いずれも｢イブニング・クルーズ｣から引き継がれたものである。
月曜
- 栗山ゼミナール（18:40～18:45）

スポーツ解説者・栗山英樹氏に一週間のスポーツの展望を伺う。
木曜
- 餞心亭おゝ乃　天使のブーケ （18:30～18:35）

「餞心亭おゝ乃」で結婚式を挙げた夫婦を電話出演、様子などを伺う。「ストンピン・ナイト」→「イブニング・クルーズ」を経て現在はこの時間で放送。

## その他
- 2007年1月1日には、「MORNING GATE」、「Paraiso Omelette」、「TOWN CROSSING」、「BEAT COASTER」の4番組合同企画「FM PORT NEW YEAR SPECIAL 『DASH07』」を開催。BEAT COASTERでは、「BC初リク！やったァスペシャル！ずこー」を企画。